# Sminthurinus aureus
Sminthurinus aureus är en urinsektsart som först beskrevs av Lubbock 1862.  Sminthurinus aureus ingår i släktet Sminthurinus och familjen Katiannidae. Arten är reproducerande i Sverige. Inga underarter finns listade i Catalogue of Life.